# Cornella de les Banggai
La cornella de les Banggai (Corvus unicolor) és un ocell de la família dels còrvids (Corvidae).

## Hàbitat i distribució
Habita els boscos de les illes Banggai, properes a l'est de Sulawesi.